# Draconarius uncinatus
Draconarius uncinatus là một loài nhện trong họ Amaurobiidae.
Loài này thuộc chi Draconarius. Draconarius uncinatus được miêu tả năm 1990 bởi Jia-Fu Wang et al..